# Hijacking

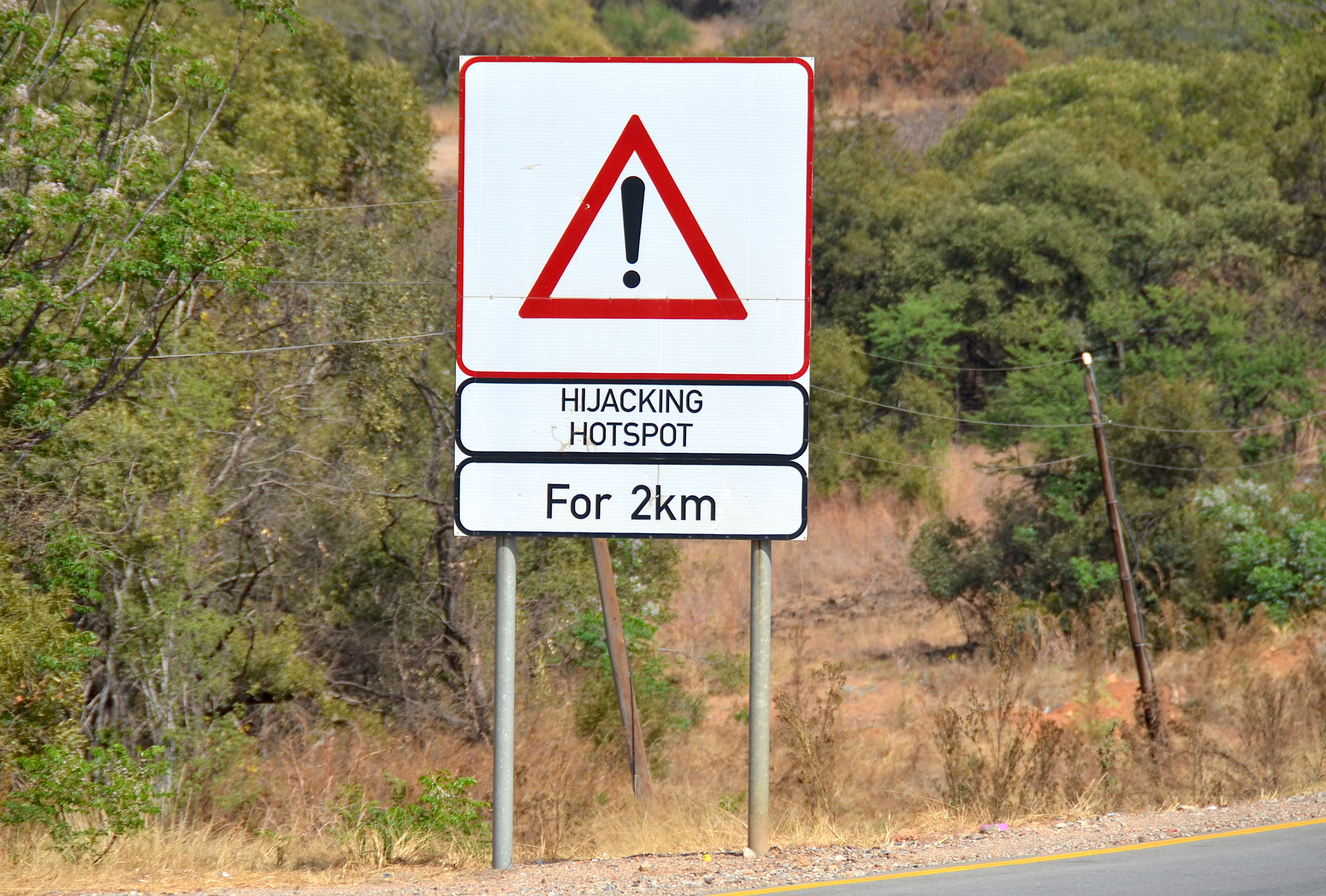
Point chaud d'hijacking de véhicules, R511 dans le Gauteng.

Le hijacking est un mot de la langue anglaise apparu au XXe siècle pour désigner une action de détournement (détournement d'avion). Le terme s'est ensuite étendu au domaine informatique et s'applique à toute une série de prises de possession illégales ou de bidouillage à but malsain[réf. nécessaire].
De façon plus générale, le hijacking peut se définir comme le détournement de la force de son adversaire à son propre avantage. Exemple: Le Judoka hijacke (conjugaison précise à définir pour ce néologisme, un nouveau tag wikimedia peut être requis) la force de son adversaire pour le maîtriser
Le hijacking est un mot anglais qui peut désigner le fait de voler des véhicules (voir carjacking).  

## Types
- cookie (hi)jacking : récupération du cookie de session d'un utilisateur d'un site Web, via un programme comme sslstrip par exemple
- Domain hijacking (détournement de domaine)
- IP hijacking (détournement d'adresse IP)
- Page hijacking (détournement de site web)
- Reverse domain hijacking : pratique qui consiste à récuser des noms de domaine en les accusant de violer le copyright d'une marque au nom similaire ou d'être susceptibles de prêter à confusion.
- Session hijacking : détournement de session (d'un site Web par exemple)
- Thread hijacking (détournement d'enfilade)
- Object hijacking : modification dynamique d'un objet. Voir Monkey-Patch
- On parle aussi de hijacking lorsqu'un logiciel malveillant ou malware est infiltré dans un système contre la volonté de son propriétaire dans le but d'exécuter des tâches que celui-ci ne peut contrôler.